# 李讓 (口琴家)
李讓（1985年9月7日— ），台灣口琴音樂家，畢業於天主教輔仁大學社會工作系。於2009年第六屆德國世界口琴節中，獲得「十孔口琴藍調/民謠/鄉村/搖滾組冠軍」與「半音階口琴爵士組」雙料冠軍，為台灣首位於同一年度、奪得世界琴賽雙冠的口琴家。2013年再次赴德奪下世界大賽三重奏冠軍。2021年獲第一屆香港國際半音階口琴作曲大賽（The 1st Hong Kong International Composition Competition for Chromatic Harmonica）「半音階口琴與鋼琴組」季軍、「半音階口琴與室內樂團組」優異獎（Merit Award）。其吹奏半音階口琴時是使用較罕見的「U型舌含法 (rolled-tongue embouchure)」。

## 簡介
就讀國立臺灣師範大學附屬高級中學時加入舒馨口琴社，啟蒙於楊正祥老師，先後師事旅德爵士鋼琴與作曲家黃俊傑先生以及德國爵士口琴大師 Jens Bunge，曲風橫跨爵士、古典、流行等，曾受冉天豪與陳建騏老師音樂創作指導。2004年底加入茱蒂口琴樂團擔任第二半音階口琴，於2017年5月離團。
2015年12月受視障音樂基金會之邀與莊文貞指揮、長榮交響樂團合作，於國家音樂廳演出 Francis Chagrin 所作口琴協奏曲《 Roumanian Fantasy 羅馬尼亞幻想曲》，為首位於國家音樂廳演奏半音階口琴協奏曲的臺灣口琴音樂家。2016年創作《測繪者 The Map Painter》口琴五重奏組曲，同年8月於國家音樂廳首演。2017 與 2018 年參與德國爵士薩克斯風大師 Peter Lehel 臺灣巡迴演奏會，同年出版數位專輯《Inspire 流動的琴格》由風潮音樂發行。2019 年於臺中國家歌劇院中劇院舉辦《簧格時代》口琴獨奏會。2020年演出由大提琴家張正傑製作之金門坑道音樂節。2021年第一號單樂章半音階口琴協奏曲作品〈坤離幻想曲〉（又名〈地火明夷〉）獲「第一屆香港國際半音階口琴作曲大賽」大賽優異獎，《日常三景》組曲獲季軍，為得獎者中唯一一位現役口琴演奏家與台灣作曲家。2022年獲選為臺北市社會優秀青年。
現為專職口琴獨奏家、作曲家、配樂師，並任台北基督學院音樂主修講師、台中市中華口琴會、臺北市內湖社區大學、新北市松年大學、台灣公益聯盟兒少口琴樂團、財團法人台北市視障音樂文教基金會等師資。

## 經歷

### 現任
- mr.Why 花影樂團（口琴／作曲）
- 風動琴揚樂集（團長／口琴／烏克麗麗Ukulele）
- 半糖樂團 Little Suger（口琴／作曲）

### 曾任
- 2004-2017 茱蒂口琴樂團（半音階口琴）

### 得獎紀錄
- 2009 WHF 德國 世界口琴節：十孔口琴藍調/民謠/鄉村/搖滾組——冠軍
- 2009 WHF 德國 世界口琴節：半音階口琴爵士組——冠軍
- 2013 WHF 德國 世界口琴節 ：口琴三重奏組——冠軍，擔任半音階口琴主奏[14]
- 2021 ICCCH 香港 國際半音階口琴作曲大賽：半音階口琴與鋼琴組——季軍
- 2021 ICCCH 香港 國際半音階口琴作曲大賽：半音階口琴與室內樂團組——優異獎

### 展演紀錄
- 2012 APHF 第九屆亞太口琴節：評審與演出嘉賓
- 2015 TIHF 臺灣國際口琴藝術節暨菁英賽：系列音樂會音樂總監[15]
- 2016 APHF 第十屆亞太口琴節：評審與演出嘉賓
- 2017 WHF  德國 世界口琴節：專場演出嘉賓
- 2018 SIHF 第六屆首爾國際口琴節：評審與演出嘉賓
- 2018 第五屆廣東國際口琴嘉年華：評審與演出嘉賓
- 2019 臺中國家歌劇院中劇院《簧格時代》口琴獨奏會
- 2019 第六屆馬來西亞 National Harmonica Competition 評審與 Maestro Harmonica Concert 專場演出嘉賓
- 2022 〖笑與淚之間〗爵士口琴大師 Toots Thielemans 百歲冥誕紀念音樂會
- 2022 TIMF 第二屆臺南國際音樂節：《簧格回憶》口琴跨界音樂會 演出嘉賓[16][17]
- 2022-2023 【The Mouth Organ 簧者之風：半音階口琴傳奇 Larry Adler 的魔幻音色】講座式音樂會

## 音樂作品

### 原創專輯
| 發行日期 | 專輯名稱         | 專輯型態               |
| -------- | ---------------- | ---------------------- |
| 2009年   | 李讓德國計劃特輯 | 第一張個人迷你專輯     |
| 2010年   | 夏夜·耳語        | 第二張個人創作迷你專輯 |
| 2015年   | Pursue the Sun   | 第三張個人創作迷你專輯 |
| 2017年   | Inspire          | 第四張個人創作迷你專輯 |

除自製個人口琴創作演奏專輯外，另與其他音樂家合作錄製多張口琴演奏專輯與單曲。

### 數位專輯
| 發行日期  | 專輯名稱   | 專輯型態           | 發行公司 |
| --------- | ---------- | ------------------ | -------- |
| 2018年5月 | 流動的琴格 | 第一張個人數位專輯 | 風潮音樂 |

### 作曲
- 〈AM〉（2009），十孔口琴獨奏曲，2009 WHF 德國世界口琴大賽首演，獲十孔口琴藍調/民謠/鄉村/搖滾組 冠軍。
- 《Nightmare 噩夢三部曲》（2010年），口琴重奏曲，與天狼星口琴樂團合作，以此曲參加 2010 第八屆亞太口琴節獲小合奏組 季軍。
- 〈Harmonica Weeps〉（2013），半音階口琴獨奏曲。
- 〈Pursue the Sun〉（2014），New Age口琴風格音樂。
- 〈Me, Mi〉（2014），半音階口琴獨奏曲。
- 〈Dancing in the Moonlight 月下漫舞〉（2014），半音階口琴獨奏曲。
- 〈Labyrinth 謎魂〉（2014），口琴五重奏曲。
- 〈Drift Bottles 漂流瓶〉（2014），最初乃為口琴五重奏編寫，後改編為Fusion風格半音階口琴曲發表。
- 〈Guerrilla 游擊〉（2014），口琴五重奏曲。
- 〈Oasis 綠洲〉（2015），口琴五重奏曲。
- 〈Sand Boil 砂湧〉（2016），十孔口琴獨奏曲。
- 〈Rainy Night 暴雨之夜〉（2016），Funk風格音樂半音階口琴曲。
- 《The Map Painter 測繪者》（2016），原為口琴五重奏組曲，包含〈Adventure 冒險〉、〈Wind 風〉、〈Unlimited Scrolls 無境捲軸〉三首曲目，同年8月與茱蒂口琴樂團於國家音樂廳首演。各首視為獨立作品，可分別演奏。〈Wind 風〉後改編為鋼琴與口琴二重奏，收錄於《Inspire 流動的琴格》。
- 〈Inspire〉（2017），半音階口琴獨奏曲，收錄於《Inspire 流動的琴格》。
- 〈Tremolo Harmonica Etude No.2 複音口琴練習曲第二號〉（2019）：收錄於《2019亞洲九大複音口琴名家合輯》，2020年12月台灣口琴家陳晟禕老師於功學社音樂廳公開演出。
- 〈山景〉(2021），口琴與鋼琴二重奏。
- 〈十年日記〉(2021），口琴與鋼琴二重奏。
- 〈The Drift Bottles 漂流瓶〉口琴四重奏，110學年度全國學生音樂比賽高中職四重奏指定曲。
- 《Three scenes of Living Time 日常三景組曲》（2021）口琴與鋼琴二重奏，HKICCC第一屆香港國際半音階口琴作曲大賽季軍，已由香港口琴協會Hong Kong Harmonica Association錄製發行合輯CD。
- 《坤離幻想曲（地火明夷）》（2021）單樂章半音階口琴協奏曲，獲國藝會音樂創作補助、第一屆香港國際半音階口琴作曲大賽優異獎。
- 〈十年日記〉（2022）口琴四重奏，111學年度全國學生音樂比賽口琴四重奏國中團體組決賽指定曲。

### 委託作曲
- 〈Wei Fantasy〉（2015），十孔口琴獨奏曲：由陳穲薇於2015TIHF臺灣國際口琴音樂菁英賽現代音樂組以此曲奪得亞軍。
- 〈The Heart of Flora 花之秘〉（2015），口琴、鋼琴、大提琴三重奏：為氣象局微電影《關心三部曲：花之秘》所作主題配樂。
- 〈Folkways〉（2017），十孔口琴獨奏曲：由陳穲薇於2017WHF德國世界口琴大賽十孔口琴藍調/民謠/鄉村/搖滾組以此曲奪得季軍。
- 〈Peace Tones Adventure 音之冒險〉（2020）半音階口琴獨奏曲：音和樂器委託創作10週年紀念曲。
- 〈敘事詩系列I：Ourea〉（2020）口琴五重奏：馬來西亞知名國際口琴重奏團 Fresco Harmonica Ensemble 委託創作 。
- 〈Musica Universalis 天籟之戰〉（2020）實驗性爵士小合奏揉和古箏、中國笛與擊樂：台中口琴交響樂團委託創作慈善音樂會主題曲。

### 參與錄音作品
- PiA樂團（吳蓓雅）：〈Monday, pm 7:00〉收錄於《雨天。日記》（2010）
- 蕭煌奇：〈疼惜〉收錄於《思念會驚》（2011），〈家門口〉收錄於《神秘世界》（2016），〈默默〉收錄於《說故事的歌》（2022）
- 王建傑：〈榮華富貴〉、〈聽歌講故事〉收錄於《榮華富貴》（2011）
- 吳金黛：〈麥田狂想〉收錄於《天空的眼睛 – 10個守護台灣淨土的美麗故事》（2013）
- 丁丁與西西：〈懶洋洋的夏天〉收錄於《他們都說外面很危險》（2013）
- 濁水溪公社：〈農友們團結一致〉收錄於《鄉土‧人民‧勃魯斯》（2014）
- 柯智棠：〈Down oh Down〉收錄於《你不真的想流浪》（2015）
- 林昕陽：〈外婆的澎湖灣〉收錄於《其實我…》（2015）
- 翁立友：〈限時批〉（2015）
- 邰正宵：〈千紙鶴 (1000 Paper Cranes) – 歌者版 (The Divo’s Version)〉（2015）
- 時大音樂：〈愛心樹遍人間－活力口琴 演奏版〉（2015）
- 艾怡良：〈空頭支票〉收錄於《說 艾怡良〉（2016），MV演出（2017）
- 張三李四：〈想厝的時陣〉（2016）
- 黎瑞恩：〈逾越生死〉收錄於《感恩》（2016）
- 劉雲平：〈鄉間小路〉收錄於《指板上的旅程 劉雲平首張吉他創・演專輯》（2016），〈歸途 Way Back Home〉收錄於《轉身 Turnaround》（2018）
- 一綾：〈阮的愛〉（2016）
- 三十萬年老虎鉗：〈這個時刻〉收錄於《我不是超人》（2017）
- 龍千玉：〈蝴蝶飛〉收錄於《你不孤單》並參與MV演出（2017）
- GNZ48：〈拆封未來〉（2017）
- 李玉璽：〈夢〉收錄於《李玉璽Sing With Me全創作專輯》（2018）
- 夏語遙：〈YAO〉收錄於《Listen》（2018）
- 孫盛希：〈我又不是女超人（feat.魏如萱）〉收錄於《希遊記 SHI’S JOURNEY》（2018）
- 陳建騏、羅恩妮《用九柑仔店 Yong-Jiu Grocery Store》 電視劇原聲帶（2019）
- 偏執狂：〈原住民的快樂〉收錄於《三十而立》（2020）
- 許富凱：〈祝福〉、〈純情青春夢〉參與錄音並與mr.Why花影樂團共同編曲，〈天公疼憨人〉參與錄音，收錄於《拾歌》（2020）
- 鄭人碩、劉冠廷、納豆、施名帥：〈漏電的插頭〉《同學麥娜絲 Classmates Minu》主題曲（2020）
- 吳宗憲、Kid、任賢齊、小鐘、竇智孔、柯有倫、陳漢典、威廉：〈天堂有多遠? My Dearest Alien〉（2020）
- 何真真《有鬼 Nobody》電影原聲帶（2020）
- 劉若英：〈依偎〉（戲劇《緊急公關》插曲）收錄於《各自安好》（2021）
- 黃小愛：〈獨角獸 UNICORNS〉（2022）
- 戴愛玲：〈女孩 Hey Girl〉收錄於《不想聽見的歌》（2022）
- 《華燈初上》 影集配樂（2022）
- 《做工的人電影版》電影配樂（2023）

## 評價
曾獲得演奏評價：「吹奏富有情感，氣息的控制靈巧，無論長音的圓滑或急促的短音都相當到位⋯⋯將口琴的潛力完全釋放！」
以色列國寶級口琴演奏家 Dror Adler 亦稱其為：「⋯⋯李讓更同時還是一位作曲家⋯⋯創作了所有美麗的原創曲目，也因為他的口琴演奏專長使得這項樂器在作品中發揮了極致的表現。」

## 註腳
1. ↑  . 蘋果日報. 2013-11-22  [2018-03-13]. （原始内容存档于2018-09-21） （中文（臺灣））.
2. ↑  .   [2023-06-20]. （原始内容存档于2023-06-20）.
3. ↑  李勤道. . 臺灣博碩士論文. 2022-05-23.
4. 1 2  茒永泰. . 臺灣博碩士論文. 2019-01-11.
5. ↑  李翌成. . 仁聞報. 2018-03-11  [2018-03-11].
6. ↑  許容榕. . 台灣光華雜誌. 2017-05-09  [2018-03-13]. （原始内容存档于2018-09-10）.
7. ↑  . （原始内容存档于2018-09-11）.
8. ↑  .   [2023-06-20]. （原始内容存档于2023-06-20）.
9. ↑  .   [2023-06-20]. （原始内容存档于2023-06-20）.
10. ↑  中央社. . 遠見雜誌. 2020-11-07  [2023-06-20]. （原始内容存档于2023-06-20）.
11. ↑  .   [2023-06-20]. （原始内容存档于2023-06-20）.
12. ↑  .   [2023-06-20]. （原始内容存档于2023-06-20）.
13. ↑  竹山. . 人間福報. 2021-01-02  [2023-06-20]. （原始内容存档于2023-06-20）.
14. ↑  . 蘋果日報. 2013-11-22  [2018-03-13]. （原始内容存档于2018-09-21） （中文（臺灣））.
15. ↑  .   [2023-06-20]. （原始内容存档于2021-06-09）.
16. ↑  .   [2023-06-20]. （原始内容存档于2023-06-20）.
17. ↑  MUZIK. . 三立新聞網. 2022-09-19  [2023-06-20]. （原始内容存档于2023-06-20）.
18. ↑  . 2018-09-03.
19. ↑  茱蒂口琴樂團【Live in Taipei 測繪者】專輯內文收錄, 2017